# Niesamowita podróż (miniserial)
Niesamowita podróż (tyt. oryg. Mary Bryant)  - dwuodcinkowy miniserial telewizyjny z 2005 roku produkcji australijsko-brytyjskiej. Serial opowiada prawdziwą historię Mary Bryant skazanej na pobyt w kolonii karnej.